# Inga pachyphylla
Inga pachyphylla är en ärtväxtart som beskrevs av Hermann August Theodor Harms. Inga pachyphylla ingår i släktet Inga och familjen ärtväxter. Inga underarter finns listade i Catalogue of Life.